# Casino Royale (1967)
Casino Royale ist ein Spielfilm aus dem Jahr 1967, eine Parodie auf die bis dahin erschienenen James-Bond-Filme. Der Titel entspricht dem ersten Bond-Roman von Ian Fleming.

## Entstehungsgeschichte
Bereits 1954 weckte der Roman Casino Royale das Interesse des Hollywood-Produzenten Gregory Ratoff. Für nur 6.000 US-Dollar erhielt er von Ian Fleming die Filmrechte. Damit ist Casino Royale der einzige Bond-Roman, für den sich die Produzenten Harry Saltzman und Albert Broccoli nicht die Rechte sichern konnten. (Im Jahr 1999, nach Broccolis Tod, erwarb seine Firma Eon bzw. Danjaq die Rechte an Casino Royale.)
Erst 1967 wurde aus dem Roman ein Kinofilm. Produzent Charles K. Feldman bemühte sich zunächst, Sean Connery als Hauptdarsteller zu gewinnen. Dieser verlangte aber eine Gage von einer Million US-Dollar, was Feldman damals zu teuer war. Später soll er zu Connery einmal gesagt haben, dass die Million am Ende doch billiger gekommen wäre als das nachher um den Film entstandene Chaos, das nicht zuletzt durch die Vielzahl anderer Stars zustande kam.
Feldman entschied sich dann dafür, aus dem Stoff eine Bond-Parodie zu machen. Er benötigte zahlreiche Regisseure und Drehbuchautoren, um das Vorhaben in die Tat umzusetzen. Aufgrund der parodistischen Intention sowie der Schwierigkeiten am Dreh und beim Schnitt ähnelt der fertige Film Flemings Buch kaum. Einzig die Szenen, in denen Peter Sellers als einer von vielen in dem Film vorkommenden James Bonds im Casino gegen „Le Chiffre“ zum Glücksspiel antritt, sind in etwa dem Buch entnommen.

## Handlung

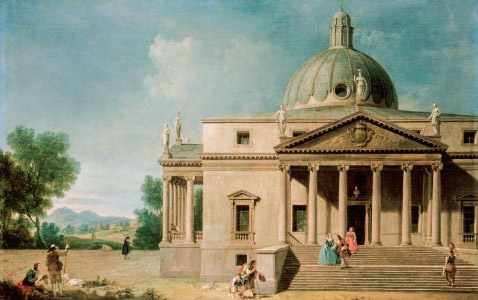
Bonds Villa: Mereworth Castle, Gemälde von 1746

SMERSH, eine weltweit agierende Geheimorganisation, hat damit begonnen, Agenten verschiedener Großmächte zu eliminieren und das Universum zu bedrohen.
Die vier Geheimdienstchefs „M“, Ransome, Le Grand und Smernov sehen sich veranlasst, den bereits komfortabel im Ruhestand lebenden „Sir James Bond“ aufzusuchen, um ihn um Hilfe zu bitten. Der stotternde Bond ist sehr ungehalten darüber, dass sein Namensvetter eine Spur von toten weiblichen Agenten hinter sich herzieht und außerdem seine Fälle nur noch mit Hilfe unsinniger Gadgets des Waffenmeisters „Q“ zu lösen scheint. Bond hatte sich einst zurückgezogen, nachdem er seine heimliche Liebe Mata Hari hatte überführen und damit dem Henker ausliefern müssen.
Er will nichts mehr mit Geheimdiensten zu tun haben, selbst ein Schreiben der Königin kann ihn nicht umstimmen. Mit einem hinterhältigen persönlichen Angriff auf seine Abgeschiedenheit will „M“ ihn in den Dienst zurückzwingen. Bonds Herrenhaus wird von der britischen Armee bombardiert, wobei jedoch „M“ quasi als Kollateralschaden das Zeitliche segnet. Daraufhin erklärt sich Bond bereit, sich doch in den Fall einzumischen, was der beobachtenden SMERSH-Zentrale sofort zu Ohren kommt und bei ihr „Plan B“ auslöst, um Bonds Image als Saubermann zu zerstören und ihn selbst am besten gleich mit.
Bereits auf der Autofahrt nach Schottland zu „M“s Witwe, Lady Fiona McTarry, der er dessen bescheidene sterbliche Überreste überbringen soll, wird Sir James von Agenten überwacht. Lady Fiona ist von „M“s Ableben gar nicht überrascht. Ihr Hausgeist, der Graue Pfeifer, hat sie schon informiert und das ganze Haus ist voll mit trauernden weiblichen Verwandten, die sich an die Vorbereitung des traditionellen Haggis-Trauermahls machen. Einige von ihnen (allesamt Töchter von „M“, auch adoptierte) verhalten sich jedoch merkwürdig. An Bonds Jacke wird von Meg und Heather heimlich ein Knopf ausgetauscht, wobei man erfährt, dass „Mimi“ noch nie versagt habe. „Mimi“ entpuppt sich als Lady Fiona, die in der Nacht dann als „Witwenpflicht“ Bond zu verführen sucht – doch der bleibt standhaft. Da die Mädchen meinen, sie engagiere sich zu sehr für Bond, wird Mimi eingesperrt. Am nächsten Morgen geht Bond auf Moorschneehuhnjagd. SMERSH hat dafür einen Lastwagen zur mobilen Abschussbasis von fliegenden Moorschneehuhnbomben umfunktioniert, die von dem ausgetauschten Knopf an Bonds Jacke angelockt werden. Mimi hat sich befreien können und ist Bond bei der Abwehr von Bombengänsen behilflich. Anschließend will sie sich in ein Nonnenkloster in Berlin zurückziehen, das von der Internationalen Mütterhilfe geleitet wird.
Beim Verlassen von Schottland kann Sir James noch einen ferngesteuerten SMERSH-Milchlieferwagen eliminieren, der ihn in die Luft sprengen sollte. Bond sucht das Geheimdiensthauptquartier auf und wird dort strahlend von Miss Moneypenny begrüßt, der er einen dicken Kuss aufdrückt. Sie stellt sich jedoch als deren Tochter heraus. Und auch andere Personen erinnern Bond daran, dass er um einiges älter geworden ist. Er erfährt auch, dass die meisten Geheimagenten von weiblichen Gegenagenten in den Tod gelockt worden sind und der Ersatz-Bond nun für das Fernsehen arbeitet. Sein Neffe Jimmy Bond ist schon seit einiger Zeit in der Karibik verschollen. Bond beauftragt deshalb Moneypenny damit, neue „Bonds“ aufzutreiben, die allesamt als „Agent James Bond 007“ auftreten sollen.
Als erstes überzeugt sich Moneypenny mit „persönlichem Einsatz“ in der Nacht davon, dass Agent Cooper für den Job bestens geeignet ist. Sir James selbst engagiert die reichste Spionin der Welt, Vesper Lynd, die gerade den Eiffelturm gegen nukleare Sprengköpfe verscherbelt hat und sich die Nelson-Säule vom Trafalgar Square in London zugelegt hat. Vesper Lynd rekrutiert im Buckingham Club als nächsten Agenten Evelyn Tremble, der ein ausgezeichneter Baccara-Spieler sein soll – er hat zumindest ein Buch darüber geschrieben. Vesper lädt Tremble zu sich nach Hause ein, wo dieser auf ein amouröses Abenteuer hofft; als er eintrifft, entsorgt sie gerade eine Leiche. Nach einer (zumindest angedeuteten) Liebesnacht testet Vesper Trembles Verkleidungsfähigkeiten (als Hitler, Napoleon und Toulouse-Lautrec) und heuert ihn an, um den vermeintlichen Chef von SMERSH, den berüchtigten Le Chiffre, im Baccara zu besiegen. Im Hauptquartier erhält Tremble vom Waffenmeister „Q“ für seine Mission eine Armbanduhr mit eingebauter Fernsehkamera sowie eine schusssichere Weste.
Bond erfährt inzwischen, dass die Internationale Mütterhilfe in Berlin von SMERSH betrieben wird, und entschließt sich, seine uneheliche Tochter Mata Bond (aus der Liebschaft mit Mata Hari) auf die Organisation anzusetzen. Er ahnt jedoch nicht, dass der wahre Boss der Organisation, Dr. Noah, jemand aus seiner Umgebung und daher über jeden Schritt bestens informiert ist.
In Berlin findet Mata mit Hilfe des Agenten Carlton Towers heraus, dass Le Chiffre das Geld der Organisation beim Kartenspiel verloren hat und es mit einer Auktion von geheimen Filmaufnahmen wiederbeschaffen muss. Sollte Le Chiffre scheitern, müsste er sterben. Mata kann die Filme, die zur Versteigerung vorgesehen waren, vernichten und selbst entkommen. Le Chiffres Stellvertreter wird wegen seines Versagens in einer Telefonzelle in die Luft gesprengt, was auch die Berliner Mauer mit einreißt. Le Chiffre will sich nun das Geld bei einem Baccara-Turnier beschaffen.
Inzwischen kommen Evelyn Tremble (als James Bond 007) und Inspektor Mathis in Frankreich an, um im Casino Royale gegen Le Chiffre anzutreten. Doch im Hotel wartet schon Miss Langbein auf Tremble, die ihn im Auftrag von Le Chiffre verführen und töten soll. Tremble lässt sich tatsächlich verführen und mit einer Schlaftablette im Champagner einschläfern. Doch dann wird er von Vesper geweckt, die ihm mitteilt, sie habe „Miss Langbein schon erledigt“.
Im Casino muss Tremble feststellen, dass Le Chiffre eine Röntgenbrille trägt und so sämtliche Kartenwerte seiner Gegenspieler erkennen kann. Am Kartentisch verwickelt Tremble Le Chiffre in unsinnige Gespräche, in deren Verlauf Vesper die Röntgenbrille gegen eine normale Brille austauschen kann. So kann Tremble sein Spiel gegen Le Chiffre gewinnen. Doch draußen wird Vesper mittlerweile von Le Chiffres Leuten entführt. Tremble nimmt in „Pink-Panther“-Manier in seinem Formel-3-Rennwagen die Verfolgung auf.
Doch auch Tremble wird gekidnappt. Le Chiffre will von ihm das Geld zurück. Aber Tremble widersteht der Folter. Erst als tausend Schotten den Raum besetzen, wird die Lage problematisch. Unter ihnen ist auch Peter O’Toole, der Tremble fragt, ob er Richard Burton sei. Plötzlich taucht Vesper auf, die mit einem in einem Dudelsack versteckten Maschinengewehr alle Schotten erschießt. Dann richtet sie ihre Waffe gegen Tremble mit den Worten „Vertrauen sie nie einer reichen Spionin“, bevor sie ihn erschießt. Da Le Chiffre das Geld nicht mehr zusammenbringen kann, wird auch er von Dr. Noahs Männern erschossen.
Währenddessen ist Mata von einem UFO entführt worden. Agentin Mimi gibt Sir James und Moneypenny den Hinweis, im Casino Royale weiterzusuchen. Dort werden sie in das Geheimversteck von Dr. Noah gelockt, aber Sir James kann Dr. Noah enttarnen; es ist der kleine „verschollene Neffe“ Jimmy Bond, der mit Hilfe von Bakterien alle Frauen schön machen und alle Männer, die größer sind als er, vernichten will. Aber einer Agentin namens The Detainer gelingt es, Jimmy mit einer Pille, die explodiert, sobald Jimmy 400 Mal gehickst hat, zu vergiften.
Unterdessen entkommen Sir James, Mata, Moneypenny und Cooper, treffen auf Detainer und können gemeinsam fliehen. Während Cooper die Frauen in Sicherheit bringt, versucht Sir James Hilfe zu holen, wird aber von Vesper aufgehalten. Doch die französische Fremdenlegion, die amerikanische Kavallerie und ein Indianertrupp sind schon auf dem Weg. Bond greift sich Vesper, die vor Schreck einen Kassierer tötet. Es kommt zu einer wilden Schlägerei, bei der auch Jean-Paul Belmondo, George Raft und William Holden auftauchen. Schließlich hickst Jimmy ein letztes Mal und das Casino fliegt in die Luft. Im Himmel angekommen, wo bereits Sir James, Jimmy und Vesper eingetroffen sind, taucht der Geist von Evelyn Tremble auf und bringt Jimmy an einen viel heißeren Ort.

## Synchronisation
Die deutsche Synchronfassung wurde von der Ultra-Film Synchron GmbH in München erstellt.
| Rolle                         | Darsteller         | Synchronstimme         |
| ----------------------------- | ------------------ | ---------------------- |
| Evelyn Tremble/James Bond/007 | Peter Sellers      | Manfred Schott         |
| Vesper Lynd/007               | Ursula Andress     | Eva Pflug              |
| Sir James Bond                | David Niven        | Friedrich Schoenfelder |
| Le Chiffre                    | Orson Welles       | Otto Preuss            |
| Mata Bond/007                 | Joanna Pettet      | Heidi Treutler         |
| Detainer/007                  | Daliah Lavi        | Rose-Marie Kirstein    |
| Dr. Noah/Jimmy Bond           | Woody Allen        | Horst Sachtleben       |
| Lady Fiona                    | Deborah Kerr       | Gisela Uhlen           |
| Ransome                       | William Holden     | Paul Klinger           |
| Le Grand                      | Charles Boyer      | Harald Wolff           |
| McTarry/M                     | John Huston        | Klaus W. Krause        |
| Legionär                      | Jean-Paul Belmondo | Klaus Kindler          |
| Dudelsackbläser               | Peter O’Toole      | Reinhard Glemnitz      |
| Miss Langbein                 | Jacqueline Bisset  | Helga Trümper          |
| Paule                         | Ronnie Corbett     | Gerd Duwner            |
| Inspektor Mathis              | Duncan Macrae      | Paul Bürks             |
| Q                             | Geoffrey Bayldon   | Thomas Reiner          |
| Assistent von Q               | John Wells         | Horst Raspe            |
| Kassierer im Casino           | Graham Stark       | Erich Ebert            |
| Le Chiffres Vertreter         | Vladek Sheybal     | Leo Bardischewski      |

## Drehorte
Vereinigtes Königreich:
- Pinewood Studios, London
- MGM-Studios, Denham-Uxbridge
- Shepperton Studios, bei London

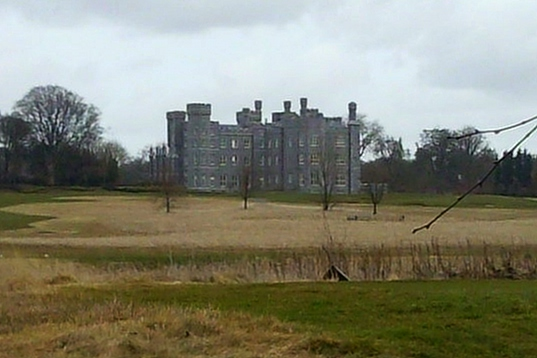
Das Schloss der McTarrys, Killeen Castle

- Mereworth Castle (Bonds Villa), Grafschaft Kent
- Killin und Falls of Dochart, Schottland

Irland:
- Killeen Castle (Schloss der McTarrys), County Meath
- County Wicklow, Glencree

## Hintergrund
Casino Royale ist der erste, 1953 erschienene James-Bond-Roman von Ian Fleming. Bereits 1954 entstand daraus ein Fernsehfilm mit Barry Nelson als Jimmy Bond und Peter Lorre als seinem Gegenspieler Le Chiffre. Die Filmrechte wurden zu einem aus späterer Sicht außerordentlich günstigen Preis erworben. Erst 1962 füllte das erfolgreiche Produzenten-Duo Broccoli/Saltzman mit seinen Eon Productions und dem Erstling Dr. No die Kinos. 2006 wurde die Romanvorlage von Eon ebenfalls unter dem Titel „Casino Royale“ verfilmt.
Produzent Charles Feldman versuchte nach dem großen Erfolg von Dr. No mehrfach, Casino Royale als „Konkurrenz-Bond“ in die Kinos zu bringen. Jedoch kam es zu Schwierigkeiten zwischen den Regisseuren und den Schauspielern, die zu einem ständigen Wechsel im Regie-Stuhl und fortlaufenden Änderungen am Drehbuch führten. Peter Sellers und Woody Allen verließen die Dreharbeiten im Streit. Gerüchte besagen, dass Sellers sogar gefeuert wurde. Dadurch verzögerte sich die Fertigstellung um mehrere Monate und die Kosten verdoppelten sich von den veranschlagten sechs auf zwölf Millionen US-Dollar.
Aus dem vorhandenen Material musste am Schneidetisch eine stimmige Handlung zusammengeschnitten werden. Der Film kam 1967 in die Kinos und spielte rund fünf Millionen US-Dollar Reingewinn ein. Trotz des finanziellen Erfolgs wurde Feldman von der Kritik verrissen.

## Veröffentlichung
Der Film lief am 18. Juli 1980 auf ARD erstmals im deutschen Free-TV.

## Kritiken
„Als Happening angelegte parodistische Super-Show mit enormem technischem Aufwand. Von fünf Regisseuren trickreich inszeniert.“

„Bombastisch aufgezogene James-Bond-Parodie. Die Fülle guter Einfälle wird durch einen wahren Wust unnötig verwirrender Ausstattungseffekte stark in den Hintergrund gedrängt. Mehr eine Schau und insgesamt unbefriedigend.“

## Auszeichnungen
Der Film war 1968 in der Kategorie Bester Song für einen Oscar nominiert. Er erhielt zudem eine BAFTA-Nominierung in der Kategorie Beste Kostüme.

## Soundtrack
- Casino Royale – Herb Alpert & Tijuana Brass (1967), Titelthema
- The Look of Love – Dusty Springfield (1967)
- Burt Bacharach (Soundtrack)

Der Soundtrack ist auf mehreren CDs erschienen.
Für die deutsche Synchronfassung wurde The Look of Love mit einem deutschen Text versehen und von Mireille Mathieu unter dem Titel Ein Blick von dir gesungen. Sérgio Mendes nahm im Jahr darauf The Look of Love neu auf und erreichte damit Platz 4 in den US-Charts.